# GEDA

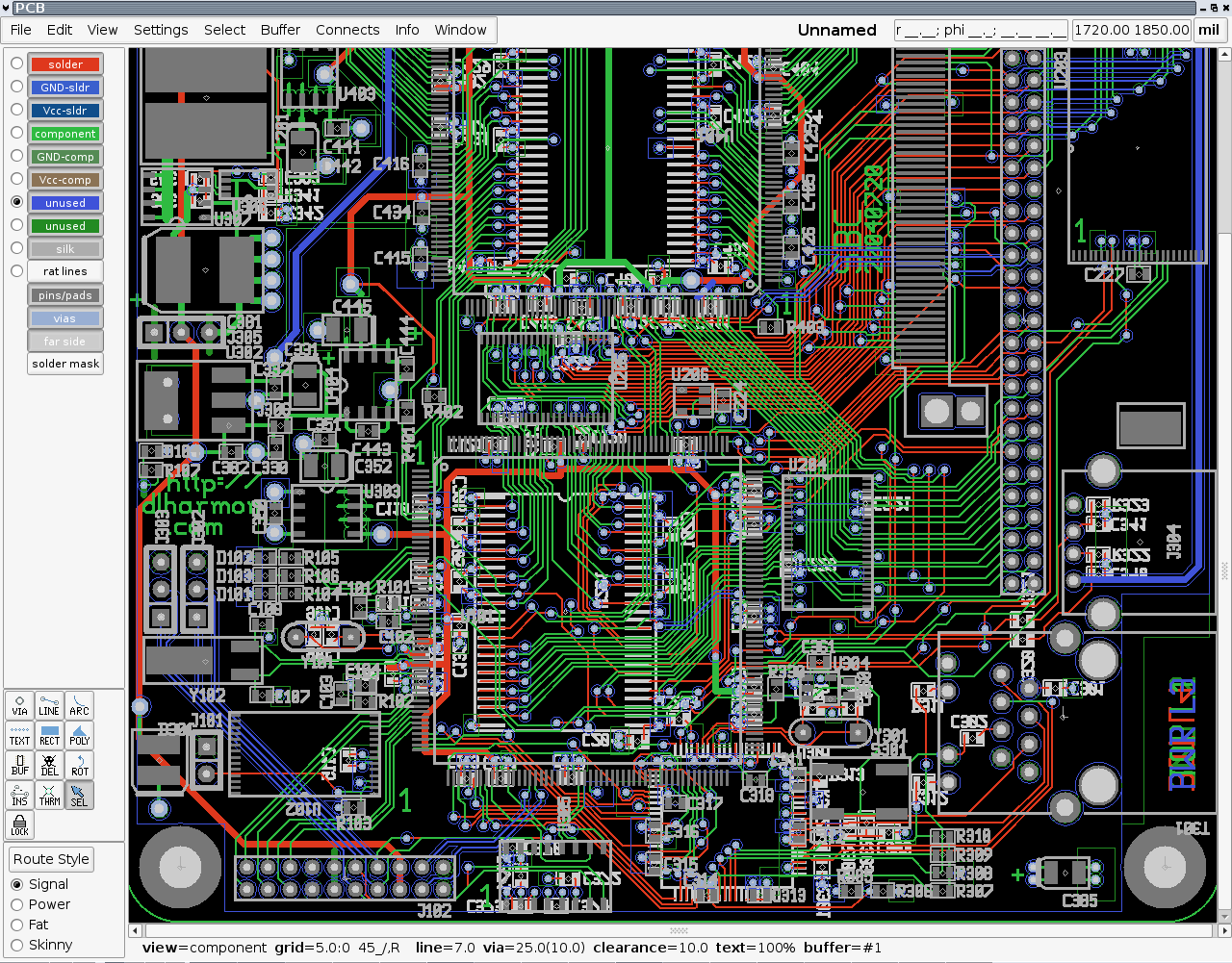
Редактор топологии печатных плат — PCB

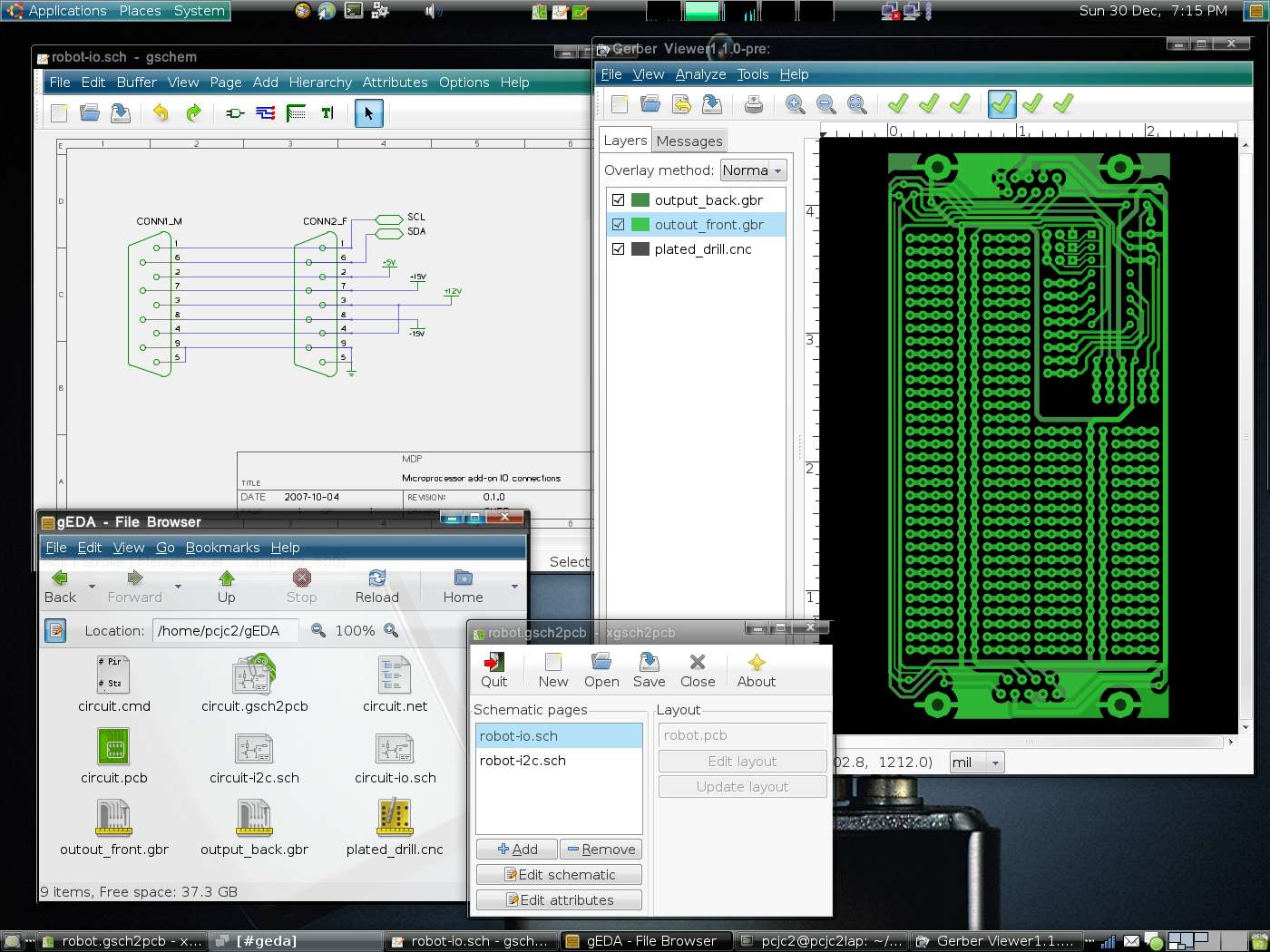
Редактор схем gschem и программа просмотра фотошаблонов gerbv, входящие в состав gEDA.

gEDA — набор программного обеспечения для проектирования электронных устройств (САПР), распространяемый по лицензии GPL. Включает в себя инструменты для редактирования электрических схем, симуляции цифровых и аналоговых схем, трассировки печатных плат и подготовки к производству. Проект изначально ориентирован на UNIX-совместимые платформы,
хотя некоторые программы, входящие в его состав, портированы под ОС Windows.
В настоящее время пакет вполне пригоден для проектирования устройств среднего уровня сложности и может быть полезен как студентам, любителям, так и профессиональным разработчикам электронных устройств.
За время существования проекта, к нему примкнуло несколько самостоятельных узкоспециализированных проектов, которые теперь считаются частью gEDA,
в связи с чем оригинальный проект и его составные части стали называть gEDA/gaf (gschem and friends).
Само название gEDA происходит от английской аббревиатуры EDA (Electronic Design Automation) и префикса «g», типичного для открытых проектов, распространяемых под лицензией GPL.

## История
Проект gEDA основал Але́ш Гвезда (Ales Hvezda) в связи с отсутствием на тот момент такого рода свободного ПО для ОС Linux/UNIX.
Первый релиз вышел 1 апреля 1998 года, он включал в себя редактор схем и генератор списка соединений . В то же время был
запущен официальный сайт проекта gEDA и почтовые рассылки.
Изначально планировалось также создание редактора топологии печатных плат, но выяснилось, что такая программа
уже существует — проект под названием PCB. В связи с этим, в генератор списка соединений была добавлена совместимость с PCB.
В результате проект PCB примкнул к gEDA, как и другие подобные проекты.

## Состав проекта gEDA
Оригинальный проект gEDA/gaf, разрабатываемый и поддерживаемый создателями проекта:
- gschem — редактор электрических схем
- gnetlist — генератор списка соединений
- gsymcheck — утилита проверки синтаксиса библиотечных символов (компонентов)
- gattrib — редактор атрибутов символов в схеме в виде таблицы
- libgeda — библиотека, предоставляющая API для gEDA/gaf
- gsch2pcb — утилита создания списка соединения для топологического редактора PCB
- Наборы вспомогательных утилит

Самостоятельные программы, которые были включены в состав проекта:
- PCB — редактор топологии печатных плат.
- Gerbv — утилита просмотра файлов Gerber (фотошаблонов)
- ngspice — симулятор смешанных электрических цепей (порт Berkeley SPICE)
- GnuCap — современный симулятор электрических цепей
- gspiceui — графический интерфейс (GUI) для ngspice/GnuCap
- gwave — просмотрщик формы сигналов
- Icarus Verilog — компилятор и симулятор языка Verilog уровня RTL
- GTKWave — просмотрщик временных диаграмм цифровых сигналов
- wcalc — средство расчета линий передачи